# Gregorio Anton Maria Salviati
Gregorio Anton Maria Salviati (Firenze, 12 dicembre 1727 – Roma, 5 agosto 1794) è stato un cardinale italiano.

## Biografia
Esponente della famiglia Salviati, che in passato aveva già contato numerosi cardinali, fu avviato alla carriera ecclesiastica e si affiliò presto alla Curia romana.
Fu nominato cardinale da papa Pio VI il 23 giugno 1777.
Ultimo erede maschio della famiglia Salviati, lasciò il nome e i titoli a Marcantonio IV Borghese, marito di sua nipote Anna Maria Salviati e padre di Camillo II Borghese che sposò Paolina Bonaparte. Il terzogenito di Francesco Borghese (e fratello di Camillo), ereditò il cognome e i titoli dei Salviati: Scipione Salviati.